# イットリンゲン
イットリンゲン (ドイツ語: Ittlingen) は、ドイツ連邦共和国バーデン＝ヴュルテンベルク州ハイルブロン郡西部に位置する農業主体の町村（以下、本項では便宜上「町」と記述する）である。

## 地理

### 位置
イットリンゲンはエルゼンツ川上流の渓谷に位置する。このイットリンガー渓谷はエルゼンツ川にボックシャフター・グラーベンが注ぐ河口から東にボックシャフトまで延びている。近隣の大都市には、ハイルブロン、ハイデルベルク、マンハイム、カールスルーエが50km圏内に位置している。

### 隣接する市町村
隣接する市町村は、西から時計回りに、ジンスハイム（ライン＝ネッカー郡）、キルヒャルト、エッピンゲン（ともにハイルブロン郡）である。イットリンゲンは、エッピンゲンおよびゲンミンゲンとともに行政共同体を形成している。

### 自治体の構成
イットリンゲンは、地理上の地区や集落に細分されない。

## 歴史
中世のイットリンゲンの領主はゲンミンゲン家（ゲンミンゲン＝ミヒェルフェルト家）であった。半分は、統治権を有する領主として、半分はエッティンゲン伯からのレーエンとして、この地を治めた。ゲンミンゲン＝ミヒェルフェルト家が断絶した後、1616年以降はコッヒェンドルフのグレッケン家が領主となったが、これも断絶した後、1749年にはゲンミンゲン＝ホルンベルク家に移った。1806年にはバーデン大公国に編入された。
1973年のバーデン＝ヴュルテンベルク州の郡制再編により、イットリンゲンはジンスハイム郡に属すこととなった。1987年からは町の中心部の整備プログラムが開始され、特に教会や公民館周辺地区が整備された。この整備プログラムは、2006年7月に公式に完了した。

### 宗教
イットリンゲンには、プロテスタント、カトリック、自由教会、新使徒派の各教会組織がある。イットリンゲンの住民のほとんどは、プロテスタントである。

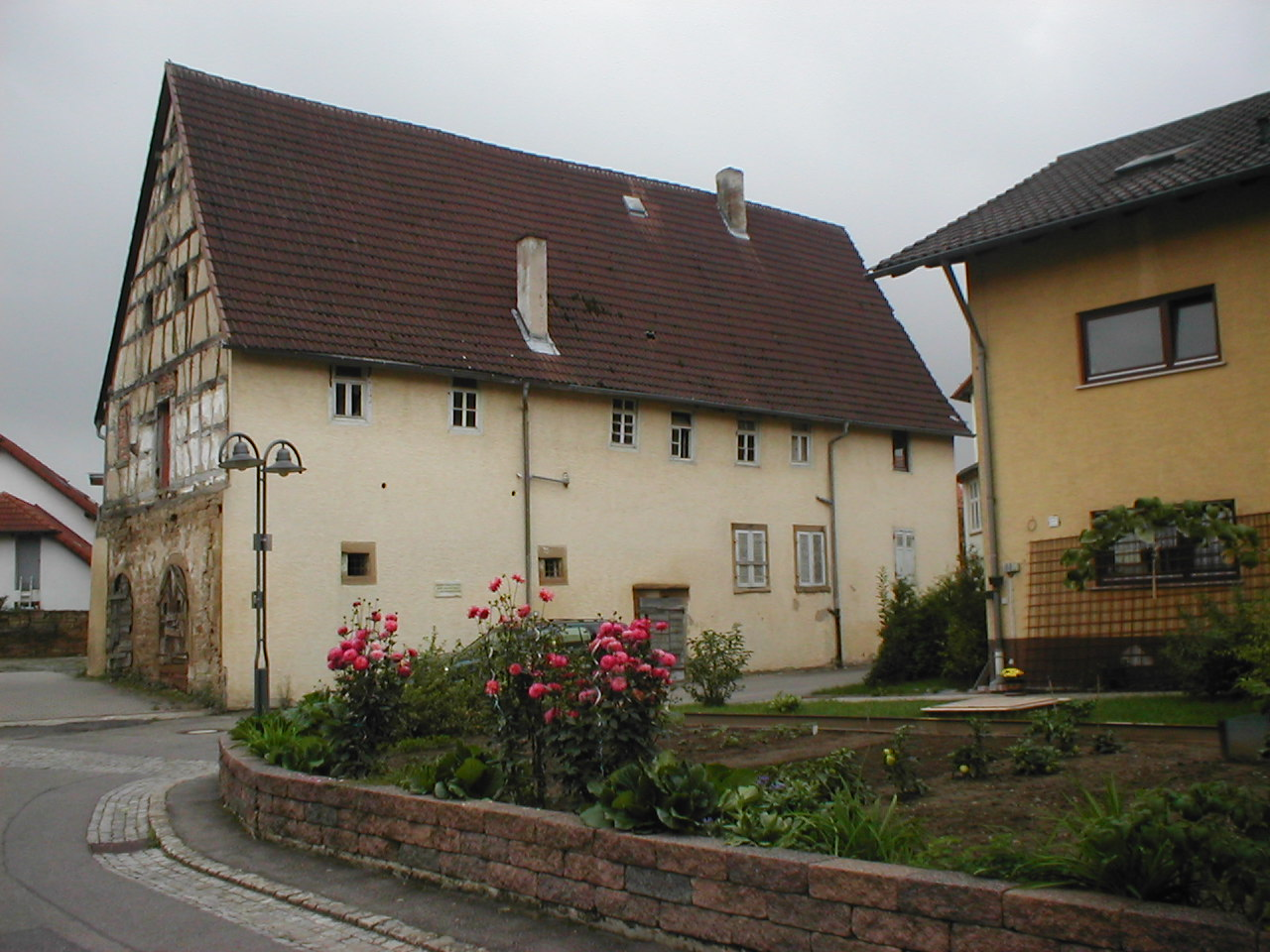
シナゴーグ跡

イットリンゲンのユダヤ人コミュニティは、17世紀にはすでに存在していたことが知られている。ゲンミンゲン家やグレッケン家は、三十年戦争以降増加したユダヤ人を受け容れた。1722年には5家族のユダヤ人が住んでいたが、1795年までにこの数は、15家族に増えていた。シナゴーグは、遅くとも1686年までには設けられ、1805年にミュール通りに新しいシナゴーグの建物が建設された。1850年頃に、ユダヤ人は180人ほどになり、ピークを迎え、その後移住などにより減少していった。1933年には37人となり、1938年にはそのおよそ半数がアメリカ合衆国に亡命した。ミュール通りのシナゴーグは1938年の水晶の夜の際に廃墟となり、その後取り壊された。この場所は、これ以後公園として利用されている。イットリンゲンに最後に残った8人のユダヤ人は、1940年10月にGursへ国外退去となり、1人だけが生き延びた。1988年に、かつてのシナゴーグ跡に記念碑が建立された。

## 行政

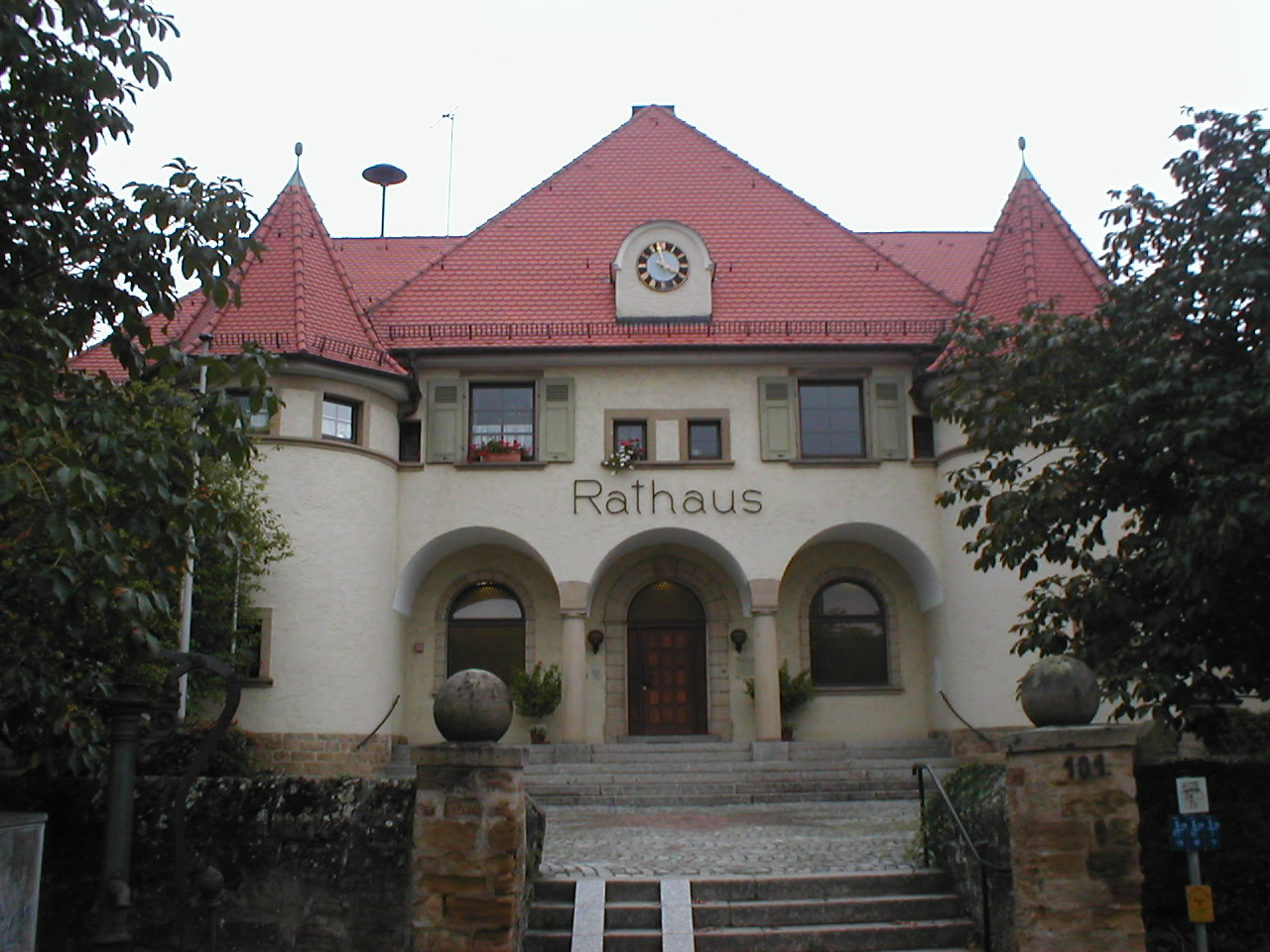
イットリンゲンの町役場

### 議会
イットリンゲンの議会は12人の議員で構成され、議会では首長がこれに加わり議長を務める。

### 紋章と旗
図柄: 青地に2本の金色の横帯。中央に赤い盾型、その中に上を向いた金色の犂。旗は、黄 - 青である。
1910年、カールスルーエのゲネラルラントアルヒーフは、イットリンゲンの紋章を、1355年から1806年までこの地を治めたゲンミンゲン家の色である青と金色で描くことを提案した。ゲンミンゲン家の紋章と区別するため、中央に小さな盾型が配され、その中に農業を象徴するものとして犂が描かれた。イットリンゲンは、この紋章の色から旗の色を決め、1980年10月1日にハイルブロン郡の郡当局の認可を得た。

## 見所

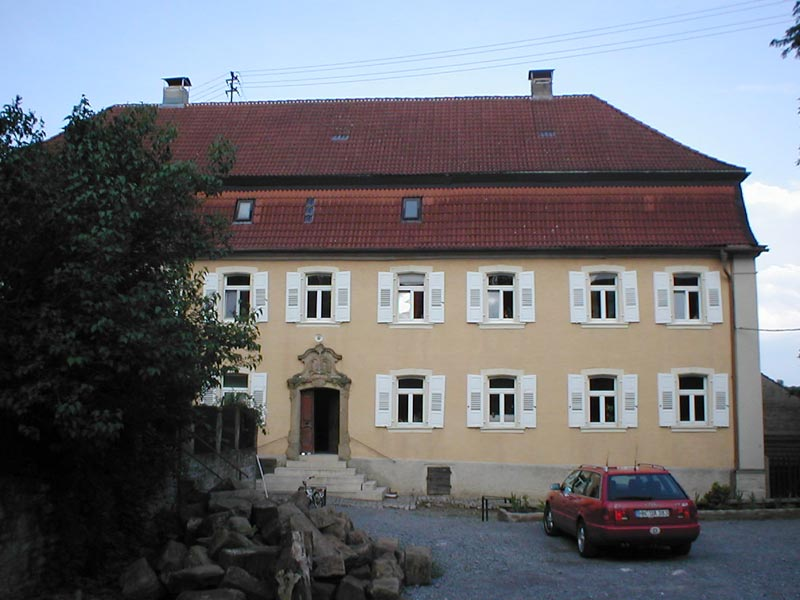
イットリンゲン城

- イットリンゲン城。一部は16世紀の建造物である。
- 1740年に建造され、1988年に改修されたプロテスタント教会
- 町役場
- 公民館
- 1914年から1918年の戦没者記念碑
- ユダヤ人墓地（1887年）
- 町の中心部には多くの歴史的建造物が保存されている。そのうち木組み建築の多くは18世紀のもの。保護文化財に指定された廊下を持つ19世紀の社屋もある。

- プロテスタント教会
- 公民館
- 戦没者記念碑
- 1854年建造の倉庫

## 経済と社会資本

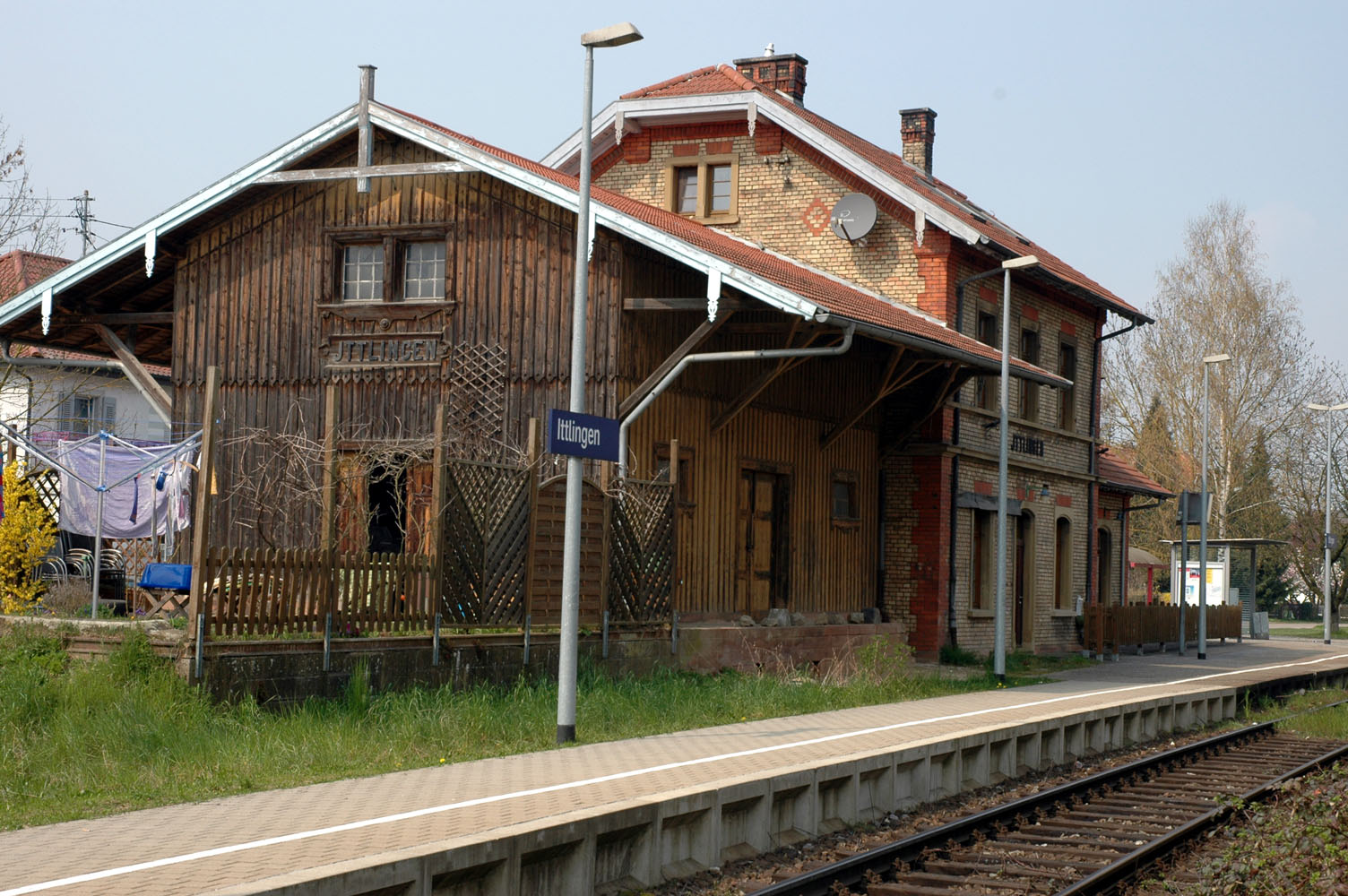
イットリンゲン駅

イットリンゲンは、中小企業や手工業者が定着している農業主体の住宅地である。町の東部には大きな石灰石の採石場があり、主に建築資材を採掘している。

### 交通
イットリンゲンから約4kmの場所に、連邦アウトバーン A6号線のジンスハイム＝シュタインスフルト・インターチェンジがある。
イットリンゲン駅は1900年に開業し、ほぼ1時間に1本の割合で運行しているシュタインスフルト＝エッピンゲン線の駅である。この路線をラインネッカーSバーンが運行している。イットリンゲン駅の駅舎は私邸にもなっている。

### メディア
イットリンゲンのできごとは、日刊紙 Kraichgau Stimmeや Heilbronner Stimmeに掲載される。